# محمد السراج (رياضي)
محمد السراج (ولد في 6 نوفمبر 1998 في عمان) هو لاعب سكواش أردني محترف. في شباط\فبراير 2018، كان ترتيبه الـ92 في العالم.